# Call of Duty: World at War
『Call of Duty: World at War』（こーる おぶ でゅーてぃ わーるど あっと うぉー, 略称：CoD:WW/CoD:WaW）は、第二次世界大戦を舞台とするファーストパーソン・シューティングゲーム。コール オブ デューティシリーズ本編の5作目。
開発元はPC版・Xbox 360版・PS3版・Wii版がTreyarch、PS2版がRebellion、ニンテンドーDS版がn-Space。北米版は2008年11月11日、欧州版（独伊を含む）は同月14日に発売。日本語版は未発売。Microsoft Storeで2024年12月24日に発売開始(こちらは日本リージョン対応）。
現代戦を描いた前作『CoD4』から一転、本作では再びシリーズの原点である第二次世界大戦に戻り、ソ連軍視点によるドイツ軍との激突（独ソ戦）のほか、アメリカ軍視点によるシリーズ初の日本軍との戦闘（太平洋戦争）が描かれる二部構成となっている。なお、ニンテンドーDS版『Call of Duty: World at War』とPS2版『Call of Duty: World at War - Final Fronts』はその他の機種とゲーム内容が異なるが、本項目では基本的にニンテンドーDS版以外の機種の内容を基準として記述する。

## 概要
1939年9月1日、アドルフ・ヒトラー率いるナチス・ドイツは、ポーランドに侵攻を開始。それに対しイギリスとフランスは3日にドイツへ宣戦布告。あの惨劇からわずか20年で二度目の世界大戦、第二次世界大戦が勃発した。しかし、ドイツ軍の電撃的な快進撃を食い止められる国はおらず、ポーランドやフランスなどヨーロッパの国々はドイツ軍の手で制圧された。さらに、ドイツ軍は北アフリカに展開するだけでなく、ソ連との不可侵条約を一方的に破棄し、バルバロッサ作戦を発動。300万人もの兵力を投入したソ連本土への侵攻を開始し、戦火は収まることを知らずさらに拡大していった。
一方、極東では日本と中国の軍事衝突が泥沼化していた。その最中の1941年12月8日、日本はアメリカとの交渉決裂を理由にアメリカへ宣戦布告。軍をマレー半島とハワイ・パールハーバーに送り、アメリカ軍を攻撃。ついにアジアにも戦火が飛び火し、太平洋戦争が勃発。戦争は世界中を巻き込むこととなった。そして、ドイツ軍同様日本軍も侵略進撃を続け、瞬く間に東南アジアを制圧してしまった。
窮地に立たされるソ連とアメリカ。だが、反撃の糸口は少しずつ着実に作られていた。

## 主な特徴
前作までプレイヤーのヒロイックな行動に焦点が当てられていたが、今作は「シリーズで最もダークな雰囲気」をコンセプトのひとつに捉えており、例えばソ連軍のキャンペーンでは「いかに戦争が人間の闇の面を引き出すのか」という観点から主題を「（ドイツへの）復讐、報復」として、負傷兵や投降兵といった戦闘意欲のない者に対する問答無用の射殺などドイツ兵や日本兵への容赦のない行動を取るソ連兵やアメリカ兵が描かれている。つまり、復讐の対象とされている。
また、今作ではシリーズで初めてゴア（スプラッター）が実装されており、兵士が炎に焼かれ断末魔をあげながらもがき黒焦げになる様子や血が飛散するのと同時に手足が吹き飛ぶ、腹部が損傷するといった残酷で生々しい表現がある（残酷ゲーム）。ただし、これらの残酷表現は設定でオフにすることができる。残酷表現をオフにした場合、前述のゴアが全て無効になるほか、デモムービー中の処刑や死体などにもモザイクがかかり、デモシーン中の視線移動が制限され残酷な描写は一切見えなくなる。
全体的に手榴弾を使ってくる確率が高く、少し隠れただけで数個の手榴弾を投げてくることも多い。
本作の「Nazi Zombies」は、CoDシリーズでおなじみとなったコープ型のゾンビモードの先駆けである。キャンペーンモードをすべてクリアし、スタッフロールを最後まで見ることでいきなりゾンビモードのラウンド1に遷移するサプライズ演出が搭載されている。

## 登場人物

### アメリカ海兵隊
C・ミラー（C. Miller）
アメリカ海兵隊側のプレイヤーキャラクター。階級は二等兵。戦闘中に日本軍の捕虜となり、マキン環礁の軍営地で拷問を受けていた。
日本軍に処刑される寸前にサリバン達に救出され、以後サリバン達と行動を共にする。
『CoD:BO』にも名前が出るが、同一人物かは不明。
ローバック（Roebuck） 声優：キーファー・サザーランド
アメリカ海兵隊第2襲撃大隊所属、後に第1海兵師団に転籍。階級は伍長、後に軍曹に昇進。Breaking Pointの終盤に、投降を偽った日本兵の自爆に巻き込まれて死亡し、戦闘終了後にポロンスキーによって彼のドッグタグをミラーに渡される。だが、自爆前に彼を助けると代わりにポロンスキーが死亡し、その後の展開は同じようになる。
トム・サリバン（Tom Sullivan） 声優：クリス・フライズ
アメリカ海兵隊第2襲撃大隊所属、後に第1海兵師団に転籍。階級は軍曹。ミラー達の部隊を率いる。Little Resistanceの終盤において、潜んでいた日本兵の襲撃を受け戦死する。
ポロンスキー（Polonsky） 声優：アーロン・スタンフォード
アメリカ海兵隊第1海兵師団所属。階級は二等兵。Breaking Pointにおいてローバックを救出した場合、彼が死亡する。

### アメリカ海軍
ロック（Locke）
アメリカ海軍側のプレイヤーキャラクター。Black Catsのみに登場。アメリカ海軍航空隊ブラックキャッツ中隊所属。階級は兵曹。
沖縄の海上を航行する日本軍の輸送船を撃沈するため、PBY カタリナで攻撃に向かう。

### ソビエト連邦赤軍
ディミトリ・ペトリェンコ（Dimitri Petrenko）
ソビエト連邦赤軍側のプレイヤーキャラクター。階級は二等兵。スターリングラード攻防戦 において突撃戦に駆り出される。参加した自軍兵士がほぼ全滅した中、奇跡的に生き延びる。そこでレズノフと出会い、行動を共にする。次回作『CoD:BO』にも登場。
ヴィクトル・レズノフ（Reznov） 声優：ゲイリー・オールドマン
ソビエト連邦赤軍所属。階級は軍曹。ペトリェンコが見つけた突撃戦での生存者の一人。
とあるドイツ軍司令官の暗殺を達成するため、ペトリェンコを連れて行く。
『CoD:BO』にも登場し、ストーリーに深く関わっていくことになる。
チェルノフ（Chernov） 声優：クライグ・ヒューストン
ソビエト連邦赤軍所属。階級は二等兵。瀕死のドイツ兵にとどめを刺すことをためらったり、捕虜を射殺したソ連兵に「そんなのは戦争じゃない、殺人だ」と言うなど、殺気立つ多くのソ連兵とは異なる心情を持っている。
レズノフから厳しいことを言われることもあるが、彼からは信頼されている。「Heart of the Reich」の終盤にてドイツ兵の火炎放射を受け戦死する。

### ドイツ軍
ハインリヒ・アムゼル（Heinrich Amsel）
ドイツ陸軍所属。階級は中将。スターリングラード攻防戦の指揮官の一人で、ソ連国内で老若男女関係なく次々と殺害を命令する極めて冷酷な性格。レズノフが暗殺を狙っている。

### 大日本帝国軍
日本軍将校（Japanese Officer）
大日本帝国軍の将校。「Semper Fi」の序盤にて、ミラーや海兵隊達を捕らえて激しい拷問を与えていた。中々情報を吐かないミラーに対して「貴様は強くない」と発言した。部下に「2人とも殺せ」と命令した後、小屋の外でミラー達の救出に来たサリバンに首をへし折られて殺される。

## キャンペーンに関連した作戦

### アメリカ軍編
- マキン奇襲
- ペリリューの戦い
- 沖縄戦

### ソ連軍編
- スターリングラード攻防戦
- ゼーロウ高地の戦い
- ベルリンの戦い

## ソロ・キャンペーン ミッション
Semper Fi（常に忠誠を） 南太平洋・マキン環礁 1942年8月17日 アメリカ海兵隊第2海兵襲撃大隊（カールソン強襲隊）
マキン環礁を偵察中に日本軍に捕らわれたアメリカ海兵隊ミラー二等兵達は容赦のない拷問を受ける。
仲間に続いて殺されかけたそのとき、サリバン軍曹、ローバック伍長ら米第2海兵襲撃大隊が救出に現れる。
なお、"Semper Fi"とは、アメリカ海兵隊のモットーである。
Little Resistance（わずかな抵抗） ペリリュー島・ホワイトビーチ 1944年9月15日 アメリカ海兵隊第1海兵師団
マキン奇襲から1年後、ミラー達はLVT-4に搭乗し海を渡ってペリリュー島海岸「ホワイトビーチ」へ向かう。任務は日本軍飛行場の制圧と補給線の分断である。
Hard Landing（硬着陸） ペリリュー島・飛行場 1944年9月15日 アメリカ海兵隊第1海兵師団
サリバンは奇襲により戦死し、長く行動を共にしてきたローバックは深いショックを受ける。
代わって軍曹となったローバックは、部隊を率いて日本軍対空砲の制圧に赴く。
Vendetta（復讐） ソビエト連邦・スターリングラード 1942年9月17日 ソ連赤軍第62狙撃軍
ヨーロッパを荒廃させたナチス・ドイツがソ連へ侵攻を開始、ついにスターリングラードも戦火に包まれる。
街にはおびただしい数の屍が積み重なり、負傷者も発見され次第射殺されていた。
運良く難を逃れたペトリェンコ二等兵は、ナチス高官を追うレズノフ軍曹に出会う。
Their Land, Their Blood（奴らの地、奴らの血） ドイツ・ゼーロウ高地 1945年4月18日 ソ連赤軍第3打撃軍
泥沼のスターリングラード攻防戦を制したソ連軍は、これを転機に形勢を逆転させ反撃を開始し、ついに本土のドイツ軍を駆逐した。
さらにソ連軍はドイツ軍の数十倍に達する兵力を投入し、ドイツ本土に侵攻を開始。数ヶ月という早さでドイツの首都ベルリンに続く最終防衛線「ゼーロウ高地」に差し掛かり、歩兵による波状攻撃を主軸に前線を押し上げていった。
しかし、ペトリェンコは戦いの途中でドイツ軍の捕虜となっていた。
Burn 'em Out（焼き尽くせ） ペリリュー島・ホワイトビーチ 1944年9月15日 アメリカ海兵隊第1海兵師団
アメリカ海兵隊は何とか上陸に成功したものの、日本軍はまだ島の多くの場所を保持しており、迷路のように張り巡らされた塹壕とそこに設置された砲台による攻撃に悩まされていた。
ミラー達は火炎放射器を片手に、立て篭もる日本兵達の駆逐に向かう。
Relentless（情け容赦なし） ペリリュー島・ザ ポイント 1944年9月16日 アメリカ海兵隊第1海兵師団
予想を大きく覆す日本軍の組織的抵抗にアメリカ海兵隊は苦戦していた。
これまでの戦いから日本軍は全滅するまで抵抗を続けるという意思を持っていることがわかった。
日本軍の残存部隊は重火器で固められたジャングルと洞窟で抵抗を続けている。
ミラー達は全てを終わらせるべく最後の抵抗地へと足を進めた。
Blood & Iron（血と鉄） ドイツ・ゼーロウ高地 1945年4月16日 ソ連赤軍第3打撃軍
圧倒的なソ連軍ではあるが、決して被害は少なくなかった。だが、流れた血を無駄にしないために前進を続ける。
T-34-85 に搭乗したペトリェンコ達は戦車隊と共に攻撃に参加し、ゼーロウ高地の陥落を目指す。
Ring of Steel（鋼鉄の輪） ドイツ・パンコー 1945年4月23日 ソ連赤軍第3打撃軍
ゼーロウ高地を突破したソ連軍はついにベルリンへの侵攻ルートを確保し、ペトリェンコ達は列車でパンコー区に向かった。そして、カチューシャの砲撃を合図にソ連軍の攻撃が開始される。
Eviction（奪取） ドイツ・ベルリン 1945年4月24日 ソ連赤軍第3打撃軍
アドルフ・ヒトラーは、ベルリンを防衛する全兵士に「最後の一滴になるまで血を流し戦え」と命令した。すなわちそれは「ドイツのために死ね」ということであった。
そうした中ペトリェンコ達は移動中にソ連兵が一人の命乞いをするドイツ兵捕虜を射殺する現場に出くわす。
それを見たチェルノフは「そんなのは戦争じゃない、殺人だ」と反発するが、レズノフは「戦争はこうやって終わらせるんだ」と言い現場を後にする。
Black Cats（ブラックキャッツ） 日本・沖縄県南部海上 1945年4月3日 アメリカ海軍航空隊ブラックキャッツ中隊VPB-54
アメリカ軍は予定より3ヶ月遅れの11月にようやくペリリュー島の日本軍を制圧した。
そこに築かれた飛行場はミラー達が次の目標、日本本土の沖縄県に向けて出航したときに重要な役割を果たす。
そこに配属されたアメリカ海軍航空隊のブラックキャッツ中隊はPBY カタリナでミラー達が到着する前に沖縄南部の海上上空に向かった。下士官のロックもそのカタリナの搭乗員の一人であった。
Blowtorch & Corkscrew（火炎噴射&コルク栓戦法） 日本・沖縄県ワナ高地 1945年5月14日 アメリカ海兵隊第1海兵師団
雨、泥、行き詰る戦車部隊、補給物資の不足、そして、後送できない多くの負傷者達。沖縄に進撃するアメリカ海兵隊の多くの兵士達の士気は下がっていた。
その不安定な状況の中、ミラー達は「ワナ高地」と軍が呼ぶ場所の奥にいる日本軍を攻撃するようにとの命令を受ける。
「ワナ高地」とは、「大名（うふな、おおな）高地」の米軍側呼称で、首里城北方、現在の那覇市と浦添市境辺りの地域になる。
なお、Blowtorch & Corkscrewとは、アメリカ海兵隊が太平洋戦線で多用した、洞窟や地下陣地の中を火炎放射器で焼き払った後に入口を爆破して封鎖する戦法のことである。
Breaking Point（破壊地点） 日本・沖縄県首里城 1945年5月29日 アメリカ海兵隊第1海兵師団
前線にいるミラー達アメリカ海兵隊員は、毎晩不潔な隠れ場所で日本兵が自分の喉をかき切りにこないことを祈りつつ眠りにつき、弾丸の暴風雨が降ってきては泥にまみれたその場に這い蹲るという毎日を送っていた。
しかし、そんな日も首里城を攻略したときに終わりを迎える。ミラー達は祖国の家に帰るために最後の戦いに身を投じる。
Heart of the Reich（帝国の要） ドイツ・ベルリン・国会議事堂前 1945年4月30日 ソ連赤軍第150狙撃師団
抵抗を続ける者を始末しながら前進するソ連軍は、ドイツ軍の最後の砦、国会議事堂を包囲。その周辺にいるペトリェンコ達の部隊にある命令が届く。
任務は国会議事堂に突入し、屋上のナチスの旗を祖国の国旗に変えること。名誉ある戦いが今始まろうとする。
だが、士気の高まるソ連兵の中でチェルノフは浮かない顔をしていた。
一方、絶望的な戦局に立たされているドイツ軍は敗北主義者を木に吊るし見せしめにしていた。
Downfall（滅亡） ドイツ・ベルリン・国会議事堂 1945年4月30日 ソ連赤軍第150狙撃師団
火炎放射器の火炎を正面から受けて倒れたチェルノフにレズノフはあることを決意。国会議事堂前の防衛線を突破したペトリェンコ達は内部に突入した。
そして、国会議事堂を防衛する、ドイツの全てを任された武装親衛隊は、負傷者を投入してまでの徹底抗戦に踏み切る。
Nacht der Untoten（不死者の夜）
戦死したはずの武装親衛隊の兵士達がゾンビ（Nazi Zombies）として蘇り襲いかかってくるというボーナスステージ。
一定数のゾンビを倒すとラウンドクリアとなり、ラウンドが上がるにつれてゾンビの動きが素早くなったり耐久力が高くなっていく。
ステージクリアはなく、ラウンド数に上限はない。なお、マップ名はドイツ語で書かれている。

### 追加マップ
Verrückt（気が狂っている）
Nacht der Untotenと同じくNazi Zombiesが襲ってくるステージ。
自動販売機で飲み物を購入してマルチプレイのPerkと似た能力を身につけられたり、電流バリケードでゾンビを撃退できるなど新要素が加えられている。PC版は無料でダウンロードできるVer.1.4パッチに同梱。
PS3版とXbox 360版はダウンロードコンテンツで2009年3月19日にリリース予定のマップパック1に同梱（日本リージョンではダウンロード不可能）。なお、マップ名はドイツ語で書かれている。
Shi No Numa（死の沼）
戦死したはずの日本軍の兵士達がゾンビ（Imperial Zombies）として蘇り襲いかかってくるステージ。
Verrücktと同じくPerkの自動販売機や電流バリケードに加え、様々なトラップが追加されたほか、新たな敵として突如として出現する犬型ゾンビHell Houndが登場する。
ダウンロードコンテンツのマップパック2に含まれる。PC版は無料でダウンロードできるVer.1.5パッチに同梱。
Der Riese（巨人）
ダウンロードコンテンツのマップパック3に含まれる。PC版は無料でダウンロードできるVer.1.6パッチに同梱。

## マルチプレイ
今作は3までのようにキャンペーンの延長線上としてマルチプレイが搭載された仕様ではなく、メインモードとしてレベルアップや武器プリセットなどの仕様が追加されたCOD4以降と同じシステムに変更された。

### ゲームモード

#### Core
基本的なモード。
Boot Camp（ブートキャンプ）
階級の低い初心者プレイヤーのみが参加できるチームデスマッチ。
Team Deathmatch（チームデスマッチ）
プレイヤーは2チームに分かれてチームで敵を倒した数を競う。先に規定ポイントに達したチームが勝利となり、 制限時間が0になった場合は終了時のスコアで勝敗を決定する。
Free For All（フリーフォーオール）
チームの概念がなく、全プレイヤーが敵同士となる。スコアが1位のプレイヤーのポイントが規定ポイントに達した時点でゲームが終了し、制限時間が0になった場合は終了時のスコアで上位を決定する。
War（ウォー）
プレイヤーは2チームに分かれてマップ上にある5ヶ所の陣地を奪い合う。ドミネーションと違い、制圧できる陣地は戦局ごとに指定される。旗の近くにいると制圧が開始され、人数が多いほど制圧を素早く行える。
先に全ての陣地を制圧したチームが勝利となり、制限時間内に全て制圧できなかった場合はサドンデスに突入し、先に指定された1ヵ所を制圧したチームが勝利となる。Wii版では実装されていない。
Ground War（グランドウォー）
マップ切り替えごとにゲームルールがチームデスマッチかウォーに切り替わる。Wii版では実装されていない。
Capture the Flag（キャプチャー・ザ・フラッグ）
プレイヤーは2チームに分かれて敵陣地にある旗を奪い、自チームの陣地に持ち帰る。自チームの旗が奪われている場合は敵の旗を持ち帰ってきてもポイントを入手できない。
先に規定ポイントに達したチームが勝利となり、 制限時間が0になった場合は終了時のスコアで勝敗を決定する。Wii版では実装されていない。
Search and Destroy（サーチアンドデストロイ）
プレイヤーは攻撃側と守備側の2チームに分かれる。攻撃側はマップの2ヶ所にある守備側の守るオブジェクトを爆弾で爆破できれば勝利。守備側はそれを阻止すれば勝利。
1度（通常設定）死亡すると次のラウンドまでは復活できない。何ラウンドかごとに攻撃側と守備側の立場が交代する。先に規定勝利数に達成したチームが勝利。Wii版では実装されていない。
Headquarters（ヘッドクォーター）
プレイヤーは2チームに分かれてマップ上にある無線機を確保し、設置したHeadquarters（HQ、司令部）をどれほど長く維持できるかを競う。人数が多いほど確保を素早く行える。
ポイントは無線機を破壊されるか、設置1分（通常設定）後に司令部がオフラインになるまでポイントが入り続ける。先に規定勝利数に達成したチームが勝利。Wii版では実装されていない。
Domination（ドミネーション）
プレイヤーは2チームに分かれてマップ上にある3ヶ所の陣地の制圧数を競う。旗の近くにいると制圧が開始され、人数が多いほど制圧を素早く行える。
制圧した旗に応じてポイントが加算され、先に規定ポイントに達したチームが勝利。Wii版では実装されていない。
Sabotage（サボタージュ）
プレイヤーは2チームに分かれてマップの中央にある1つの爆弾を奪い合い、敵陣地にある目標物をどちらが先に爆破できるかを競う。
制限時間内に爆破ができなかった場合はサドンデスに突入し、復活ができない上に全員の位置がレーダーに表示された状態で延長戦を行う。先に規定勝利数に達成したチームが勝利。Wii版では実装されていない。

#### Hard Core
クロスヘア、残弾数、ミニマップ、コンパスなどのHUD表示をほとんど非表示にし、全ての武器の威力を大抵1、2発で倒せる威力まで引き上げる要素（ハードコアモード）を加えたモード。
- Team Deathmatch（チームデスマッチ）
- War（ウォー） - Wii版では実装されていない。
- Search and Destroy（サーチアンドデストロイ） - Wii版では実装されていない。
- Free For All（フリーフォーオール） - Wii版では実装されていない。

### マップ
1. Airfield - 日本軍「飛行場」での日米の戦いをモチーフにしたステージ
2. Asylum - 「病院」での独ソの戦いをモチーフにしたステージ
3. Castle - 日本風の「城」での日米の戦いをモチーフにしたステージ
4. Cliffside - 南洋地域での「崖」における日米の戦いをモチーフにしたステージ
5. Courtyard - 首里城「中庭」を巡る日米の戦いをモチーフにしたステージ
6. Dome - 陥落寸前のドイツ国会議事堂「屋上」での独ソの戦いをモチーフにしたステージ
7. Downfall - 陥落寸前のドイツ国会議事堂前での独ソの戦いをモチーフにしたステージ
8. Hangar - 日本軍航空機の「格納庫」での日米の戦いをモチーフにしたステージ
9. Makin - 「マキン」における日米の戦いをモチーフにしたステージ
10. Outskirts - ベルリン「郊外」での独ソの戦いをモチーフにしたステージ
11. Roundhouse - 「操車場」での独ソの戦いをモチーフにしたステージ
12. Seelow - 「ゼーロウ高地」での独ソの戦いをモチーフにしたステージ
13. Upheaval - ドイツ近郊の「隆起」のある住宅街での独ソの戦いをモチーフとしたステージ

#### 追加マップ
1. Knee Deep
「膝まで深い」沖縄の沼地にある小村での日米の戦いをモチーフにしたステージ
- PC版は2009年4月10日に配布されたマップパックに同梱。
- PS3版とXbox 360版はダウンロードコンテンツで2009年3月19日にリリース予定のマップパックに同梱（日本アカウントではダウンロード不可能）。

2. Nightfire
「夜火」に燃えるベルリンの工場地区での独ソの戦いをモチーフにしたステージ
- PC版は2009年4月10日に配布されたマップパックに同梱。
- PS3版とXbox 360版はダウンロードコンテンツで2009年3月19日にリリース予定のマップパックに同梱（日本アカウントではダウンロード不可能）。

3. Makin Day
Makinを夜から日中に変更し小改造を加えたマップ。
- PC版は2009年2月7日リリースのv1.2パッチで追加。
- PS3版とXbox 360版は無料ダウンロードコンテンツで2009年2月26日にリリース（日本アカウントではダウンロード不可能）。
- Wii版は未リリース。

4. Station
ベルリンの「地下鉄駅」での独ソの戦いをモチーフにしたステージ
- PC版は2009年4月10日に配布されたマップパックに同梱。
- PS3版とXbox 360版はダウンロードコンテンツで2009年3月19日にリリース予定のマップパックに同梱（日本アカウントではダウンロード不可能）。

## コープ・キャンペーン
最大4人でソロ・キャンペーンと同じステージをプレイすることができるモード。
Competitive Co-op
『CoD4』のアーケードモードとほぼ同じシステムで、敵を倒したり任務を遂行することで獲得できるポイントを競う。
体力を失うとその場で倒れ拳銃しか使えないダウン状態となり、救出せずに放置すると死亡し、全員がチェックポイントからやり直し（獲得したポイントもチェックポイント通過時のポイントに戻される）となる。
Campaign Co-op
ポイントを競わない純粋な協力プレイ。それ以外のシステムはCompetitive Co-opと同じ。
Nazi Zombies!
ある条件を満たすことでプレイできる隠しモードで、Nacht der UntotenのCo-op版。ゾンビの数がソロ・キャンペーンより格段に増えている。
死亡したプレイヤーはレベルクリアまで復活できず、最後の一人がダウンするとゲームオーバーとなる。

## システム
基本的なシステムは『CoD4』とほぼ同一である。
スキル
Perk 1、Perk 2、Perk 3に新しいものが追加されたほか、4番目のPerkとして戦車の移動速度や砲弾装填速度など向上させる「Vehicle Perk」が追加されている。
支援攻撃
支援攻撃は5人抜きが爆撃から砲撃（効果はほぼ同一）、7人抜きが戦闘ヘリから軍用犬の呼び出し（敵に噛みついて攻撃）となっている。
名言システム
シリーズ恒例の名言システムは今作では削除されている。

## 反応

### 表彰

#### 2008年
- Spike Video Game Awards
  - ノミネート：「Best Multiplayer Game」、「Big Name in the Game Male」（ローバック役 キーファー・サザーランド）[9]

#### 2009年
- Interactive Achievement Awards
  - ノミネート：「Action Game of the Year」、「Outstanding Achievement in Online Gameplay」[10]
- ゴールデンジョイスティックアワード
  - 受賞：「MSN Multiplayer Game of the Year」[11]

## 関連作品

### Call of Duty: World at War（ニンテンドーDS）
開発元はn-Space。ストーリーやシステムは『Call of Duty: World at War』と異なる。北米版は2008年11月11日に発売。日本語版は未発売。

### Call of Duty: World at War - Final Fronts
『Call of Duty: World at War - Final Fronts』（こーる おぶ でゅーてぃ わーるど あっと うぉー ふぁいなる ふろんつ, 略称：CoD:WaWFF）は、第二次世界大戦を舞台とするFPSである。『CoDシリーズ』の作品『Call of Duty: World at War』の外伝。開発元はRebellion。北米版は2008年11月11日にPS2で発売。日本語版は3と同様未発売のため、リージョンロック作品となる。また、オンライン要素は削除され、コールオブデューティーシリーズ最後のPS2版でもある。
アメリカ海兵隊編は『Call of Duty: World at War』では触れていない戦場が舞台となり、ストーリー、一部の人物設定（主人公ミラー達の所属が第1海兵師団から第2海兵師団になっているなど）が全く異なっている。さらに、ソ連軍編がなくなった代わりにバルジの戦いを舞台としたアメリカ陸軍編とライン川における戦いを舞台としたイギリス軍編が登場する。

#### 登場人物

##### アメリカ海兵隊
C・ミラー（C. Miller）
アメリカ海兵隊側のプレイヤーキャラクター。アメリカ海兵隊第2海兵師団所属。
ローバック（Roebuck） 声優：キーファー・サザーランド
アメリカ海兵隊第2海兵師団所属。
ポロンスキー（Polonsky） 声優：アーロン・スタンフォード
アメリカ海兵隊第2海兵師団所属。

##### アメリカ陸軍
ルーカス・ギブソン（Lucas Gibson）
アメリカ陸軍側のプレイヤーキャラクター。アメリカ陸軍第50歩兵師団所属。

##### イギリス陸軍
トム・シャープス（Tom Sharps）
イギリス軍側のプレイヤーキャラクター。イギリス陸軍第6空挺師団所属。

#### キャンペーンに関連した作戦

##### アメリカ海兵隊編
- ガダルカナル島の戦い
- タラワの戦い
- サイパンの戦い

##### アメリカ陸軍編
- バルジの戦い

##### イギリス軍編
- ライン川

#### キャンペーン ミッション
1. Basic Training カロリナ北部 1942年6月6日
2. Tokyo Express ガダルカナル島 1943年2月9日
3. Betio Assault タラワ島 1943年11月20日
4. Betio Airfield タラワ島・内陸部 1943年11月21日
5. Codename Forager サイパン島 1944年6月15日2000時
6. Ettelbruck ルクセンブルク・エッテルブルック 1944年12月23日1600時
7. The Race to Bastogne ベルギー・バストーニュ 1944年12月25日
8. The Rhine ドイツ西部 1945年3月28日0500時

## 音楽
音楽はショーン・マーレイが担当。現代戦となった『CoD4』以外の作品で使われている音楽はクラシック音楽によるオーケストラ調であったが、今作ではエレキギターなどを加えるなど、従来とは異なる形式で作曲されている。

### 使用音楽曲名
- Battle Theme
- Bold
- Boldmen City
- Building
- Burst Drum
- Chernov
- Explode Cinematic
- Fight Downstairs
- Fight Parliamen
- Fighting Mad
- Final Push
- First Fight
- First Fight 2
- Fountain
- Fuber Clip
- Game Over
- Hell's Gate
- Intro
- Johann Gottfried Full Dry
- Jungle Depot
- Jungle Hilltop Fltrd
- Level End
- Planted
- Rus Anthem Final
- Theme
- Roof
- Wave

## 余談

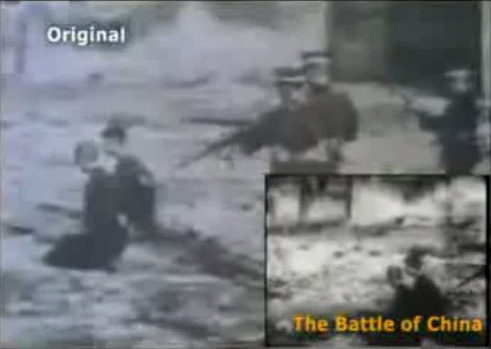
オープニングで流れる"The Battle of China"の映像とオリジナル映像の比較。座っている2人は中国共産党員、オリジナル映像で銃を構えている兵士は中国国民党軍兵士

- 日本兵が喋る日本語の声優はヒロ・アベ（Hiro Abe、本名：安部義広、在米俳優）[13]、アキラ・カネダ（Akira Kaneda、本名の苗字漢字表記：金田、在米俳優、"Hollywood Entertainment Academy"創設者・現校長）[14]、エイジ・イノウエ（Eiji Inoue、漢字表記不明、俳優）[15]、県敏哉（Toshiya Agata、在米俳優）[16]、ポール・ナカウチ（Paul Nakauchi、日系人、俳優）[17]の5人が担当している。アベ、カネダ、県の3人は日本人（カネダは兵庫県西宮市出身）である。なお、映画『硫黄島からの手紙』でアベは大磯中佐、カネダは名も無き日本兵、県は岩崎大尉の役で出演しており、また、カネダと県はゲーム『メダル・オブ・オナー ライジングサン』と『メダル・オブ・オナー パシフィックアサルト』の日本兵の声優などで起用されたことがある。
- エンディングで日本への原子爆弾投下のカラー実写映像が流れるが、B-29「エノラ・ゲイ」の飛行シーンのあとに流れる原爆の炸裂映像は広島のものではなくB-29「ボックスカー」が長崎に投下したときの映像である。